# Коваль Максим Олександрович (24 ОМБр)
Максим Олександрович Коваль (нар. 9 жовтня 1993, Шепетівка, Хмельницька область — 15 липня 2014, Артемівський район, Донецька область) — український військовик. Загинув в ході антитерористичної операції на Донбасі.

## Життєпис
Максим Коваль народився у Шепетівці 9 жовтня 1993 року. У 2010 році вступив на перший курс біотехнологічного факультету Подільського державного аграрно-технічного університету у місті Кам'янець-Подільський, влітку 2013 року перевівся на заочне відділення. В університеті його характеризували наступним чином: «Був спокійним, домашнім хлопцем, але з твердим батьківським характером. Єдиний син у матері».

## Участь у АТО
У званні старший сержант брав участь в антитерористичної операції на Донбасі в складі 24-ї окремої механізованої бригади (Яворів). Загинув 15 липня 2014 року на блок-посту біля Артемівська, Донецька область.
Посмертно нагороджений орденом за мужність і героїзм проявлені при захисті державного суверенітету та територіальної цілісності України.

## Вшанування
Похорони Максима Коваля відбулися 18 липня у Шепетівці. Прощання відбувалося на центральній площі міста — площі Тараса Шевченка. Відбувся траурний мітинг, який розпочав в. о. міського голови Михайло Полодюк, потім виступила класний керівник Максима. Молебень відслужили священики Української православної церкви Київського патріархату. Загалом на траурному мітингу були присутні кілька сотень людей.
Президент Петро Порошенко підписав Указ «Про відзначення державними нагородами військовослужбовців Збройних сил України» та нагородив посмертно старшого сержанта Максима Коваля орденом «За мужність» III ступеня.
31 липня 2014 року Шепетівська міська рада на 56 сесії перейменувала на честь Максима Коваля вулицю і провулок у м. Шепетівка, які до того мали назву «40-річчя Жовтня».
Відкрита меморіальна дошка в Чернігівському професійному будівельному ліцеї на честь Максима Головатого, Максима Коваля, Євгена Кравченка, Геннадія Куца, Анатолія Сокирка, Сергія Петрика.